# It’s a Laugh Productions
It’s a Laugh Productions ist eine Fernsehproduktionsfirma, bekannt für ihre Produktionen von Live-Action-Sitcoms und Fernsehfilmen für die beiden Sender Disney Channel und Disney XD. Sie ist die Tochter der Disney–ABC Television Group und wurde 2003 von Don Mink und Amy Rabins gegründet. Die meisten Produktionen werden in den Hollywood Center Studios in Los Angeles gedreht.

## Geschichte

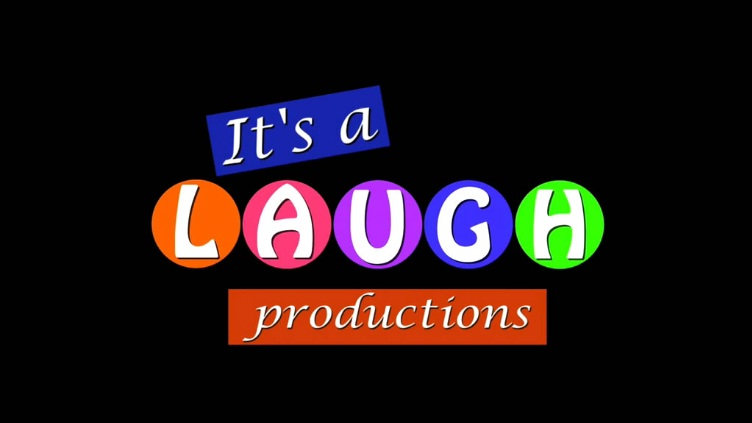
Logo von 2004 bis 2015

Gegründet 2004 löste sie ab 2005 die Produktionsfirma Brookwell McNamara Entertainment, produzierte unter anderem Eben ein Stevens und die ersten drei Staffeln von Raven blickt durch, als die Produktionsfirma des Disney Channels ab. Für die vierte Staffel von Raven blickt durch wurde der Produktionsname der Firma in That’s So Productions geändert, abgeleitet des Originaltitels der Serie That’s So Raven. Die produzierten Serien sind beim Disney Channel als Disney Channel Original Series und bei Disney XD als Disney XD Original Series bekannt.

## Liste der Produktionen

### Derzeitige Produktionen
- seit 2022: Die Schurken von nebenan (The Villains of Valley View)

### Ehemalige Produktionen
Serien
- 2003–2007: Raven blickt durch (That’s So Raven, nur Staffel 4)
- 2005–2008: Hotel Zack & Cody (The Suite Life of Zack & Cody, nur Staffel 2 und 3)
- 2006–2011: Hannah Montana
- 2007–2008: Einfach Cory! (Cory in the House)
- 2007–2012: Die Zauberer vom Waverly Place (Wizards of Waverly Place)
- 2008–2011: Zack & Cody an Bord (The Suite Life on Deck)
- 2009–2010: Jonas L.A.
- 2009–2011: Sonny Munroe (Sonny with a Chance)
- 2009–2011: Tripp’s Rockband (I’m in the Band)
- 2010–2013: Pair of Kings – Die Königsbrüder (Pair of Kings)
- 2010–2013: Shake It Up – Tanzen ist alles (Shake It Up)
- 2010–2014: Meine Schwester Charlie (Good Luck Charlie)
- 2011–2014: A.N.T.: Achtung Natur-Talente (A.N.T. Farm)
- 2011–2012: So Random!
- 2011–2015: Karate-Chaoten (Kickin’ It)
- 2011–2015: Jessie
- 2011–2016: Austin & Ally
- 2012–2014: Crash & Bernstein
- 2012–2015: Hund mit Blog (Dog with a Blog)
- 2012–2016: S3 – Stark, schnell, schlau (Lab Rats)
- 2013–2015: Mighty Med – Wir heilen Helden (Mighty Med)
- 2013–2017: Liv und Maddie (Liv and Maddie)
- 2014–2015: Ich war’s nicht (I Didn’t Do It)
- 2014–2017: Das Leben und Riley (Girl Meets World)
- 2015–2018: K.C. Undercover
- 2015–2016: Best Friends – Zu jeder Zeit (Best Friends Whenever)
- 2015–2017: Gamer’s Guide für so ziemlich alles (Gamer’s Guide to Pretty Much Everything)
- 2015–2024: Camp Kikiwaka (Bunk’d)
- 2016: S3 – Gemeinsam stärker (Lab Rats: Elite Force)
- 2016–2019: Bizaardvark
- 2017–2023: Zuhause bei Raven (Raven’s Home)
- 2018–2020: Coop & Cami Ask the World
- 2019–2021: Sydney to the Max

Filme
- 2009: Hannah Montana – Der Film (Hannah Montana: The Movie)
- 2009: Die Zauberer an Bord mit Hannah Montana (Wizards on Deck with Hannah Montana)
- 2009: Die Zauberer vom Waverly Place – Der Film (Wizards of Waverly Place: The Movie)
- 2011: Zack & Cody – Der Film (The Suite Life Movie)
- 2011: Meine Schwester Charlie unterwegs – Der Film (Good Luck Charlie, It's Christmas!)
- 2013: Die Rückkehr der Zauberer vom Waverly Place (The Wizards Return: Alex vs. Alex)